# Mézières-sur-Seine
Mézières-sur-Seine é uma comuna francesa na região administrativa da Île-de-France, no departamento de Yvelines. A comuna possui 2726 habitantes segundo o censo de 1990.